# Hampus Furuhjelm
Johan Hampus Furuhjelm, född 11 mars 1821, död 21 september 1909, var en finländsk amiral, guvernör och samlare.
Hampus Furuhjelm var son till statsrådet Otto Vilhelm Furuhjelm och Ulrika Fock. Han ägde släktgården Hongola (finska: Honkola) i Urdiala under åren 1872-1894, där han också avled. Han var gift med Anna von Schoultz (1836-1894), dotter till Nils Gustaf von Schoultz och Anna Campbell. Bland deras barn var mest namnkunnig Annie Furuhjelm, som var författare, riksdagsledamot och kvinnoförkämpe.

## Biografi

### Från Östersjön till Stilla havet
Efter att ha åtnjutit hemundervisning skrev Hampus Furuhjelm 
våren 1836 in sig vid Finska sjöekipaget. Sommaren 1839 blev han sjökadett och tog värvning i den kejserliga Östersjöflottan. Åren 1843-1844 deltog han i sjömätningar på Finska viken. År 1845 befordrades han till löjtnant och tjänade under åren 1846-1847 på Svarta havet för att sedan återvända till Östersjöflottan. I Sankt Petersburg fick Arvid Adolf Etholén, styrelseledamot i Rysk-amerikanska kompaniet, upp ögonen för Furuhjelm och lyckades rekrytera honom till kompaniet. År 1851 avseglade Furuhjelm till Novo Archangelsk, kompaniets huvudstödjepunkt i Alaska, där han under de följande åren verkade som hamnkapten. Han fick då också segla på kompaniets fartyg till Kalifornien, Hawaii och Shanghai. År 1853 befordrades han till kaptenlöjtnant och blev följande sommar befälhavare på ön Sachalin. Samma år deltog han som kapten på proviantskeppet Furst Menschikoff i en rysk expedition till Japan. Ännu år 1854 utsågs han till chef för örlogshamnen Ayan vid Ochotska havet. Därifrån återvände han till Sankt Petersburg år 1858.

### Guvernör i de ryska provinserna
På begäran av kolonisterna i Alaska och mot bakgrund av hans framgångsrika skötsel av kompaniets affärer utsågs Furuhjelm i slutet av år 1858 till guvernör i Alaska. För att kunna ta emot tjänsten gifte han sig och återgick till flottans tjänst. Makarna Furuhjelm reste över London och Panamanäset till San Francisco. Där förhandlade Furuhjelm fram ett nytt, lönsamt avtal om leveranser av is från Alaska till staden. På kompaniets fartyg kom paret i juli 1859 fram till Novo Archangelsk. Kolonin var då på nedgång. Bebyggelsen hade förfallit under åren som gått och man hade en öppen konflikt med tlingit-indianerna som bodde i omgivningen. Furuhjelm lyckades förbättra kontakterna till dem. Försöken att bryta kol måste ges upp på grund av olönsamhet. Den hänsynslösa rovjakten på djur och rovfisket hade drastiskt minskat möjligheterna till fångst. Det kejserliga privilegiet för kompaniet höll på att löpa ut. Delar av kolonin hade sålts till Förenta staterna och områden man arrenderade höll på att gå förlorade. En officiell inspektion av kolonin år 1860-1861 slutade i stark kritik av kolonin medan rapporten prisade Furuhjelms insatser. Resultatet blev att kompaniets kontrakt som gick ut 1862 inte förnyades. Familjen Furuhjelm sände år 1863 en stor del av sitt lösöre till hemlandet. I juni 1864 var det dags att lämna tjänsten som guvernör och resa hem. Alaska såldes till Förenta staterna år 1867.
Efter bara ett år i hemlandet fick Furuhjelm ett nytt krävande uppdrag. Han utsågs till krigsguvernör över Sibiriens kustprovinser, som Ryssland år 1860 hade övertagit av Kina. Där var han stationerad i Nikolajevsk-na-Amure. Han blev samtidigt konteramiral och överbefälhavare över trupper och flottenheter där. Han verkade starkt för att utveckla området, vilket bland annat innebar tillkomsten av Amurs telegrafbolag, några fyrhus och skeppsvarv. Han räddade en försändelse av 800 straffångar på väg till Sachalin undan svältdöden för vilket han både kritiserades och prisades. År 1870 återvände Furuhjelms till Finland.

### Närmare hemlandet
Ännu skulle Furuhjelm tjäna i den ryska flottan. År 1872 utsågs han till eskaderchef för Östersjöflottan. År 1874 upphöjdes han till viceamiral och till prefekt för den befästa staden Taganrog vid Azovska sjön. Där grundade han den första marina skolan och det första offentliga  biblioteket. Han lämnade staden år 1876. År 1878 utsågs han till chef för örlogshamnen i Tallinn. År 1880 ställdes han till överkommendantens vid Sankt Petersburgs hamn disposition. Slutligen överfördes han år 1886 till flottans reserv. Ännu år 1908 beviljades han amirals avsked.

## Samlaren
Hampus Furuhjelm samlade under sina resor kring Stilla havet in naturvetenskapliga föremål i stor mängd. Det mesta donerade han till Helsingfors universitet. Bland dem finns ett skelett av den utdöda Stellers sjöko, ett likadant exemplar donerade Furuhjelm även till Sankt Petersburg. Han behöll också en hel del föremål, som bevarades på Hongola tills gården brann ned 1972.

## Hedersbevisningar
År 1879 tilldelades han, efter att tilldelats flera lägre ordnar tidigare,  Ryska Vladimirorden av andra klass med storkors. År 1889 då han firade sitt 50-årsjubileum som officer tilldelades han en briljanterad gulddosa med Alexander III:s initialer.
I sammanhang med Japanresan 1854 fick Furuhjelm en ö Furugelm i Japanska havet uppkallad efter sig. År 1935 gav myndigheterna i Alaska namnet Mount Furuhelm åt ett berg som reser sig öster om Sitka till minne av den tidigare guvernören.

## Utmärkelser
[Redigera Wikidata]